# مارتا آنزوئه
مارتا آنزوئه (انگلیسی: Marta Unzué؛ زادهٔ ۴ ژوئیهٔ ۱۹۸۸) بازیکن فوتبال اهل اسپانیا است.
از باشگاه‌هایی که در آن بازی کرده‌است می‌توان به باشگاه فوتبال زنان بارسلونا و باشگاه فوتبال بارسلونا اشاره کرد.
وی همچنین در تیم‌های ملی فوتبال Basque Country women's national football team و Navarre autonomous football team#Navarre women's autonomous football team بازی کرده‌است.